# Kennedy Glacier
Kennedy Glacier är en glaciär i Antarktis. Den ligger i Östantarktis. Nya Zeeland gör anspråk på området. Kennedy Glacier ligger 1 647 meter över havet.
Terrängen runt Kennedy Glacier är kuperad åt nordväst, men åt sydost är den bergig. Trakten är obefolkad. Det finns inga samhällen i närheten. 